# Australian Men's Hardcourt Championships 1996
L'Australian Men's Hardcourt Championships 1996 è stato un torneo di tennis giocato sul cemento. È stata la 20ª edizione del Torneo di Adelaide, che fa parte della categoria World Series nell'ambito dell'ATP Tour 1996. Si è giocato ad Adelaide in Australia dal 1º all'8 gennaio 1996.

## Campioni

### Singolare
Evgenij Kafel'nikov ha battuto in finale  Byron Black, 7-6(0), 3-6, 6-1

### Doppio
Todd Woodbridge /  Mark Woodforde hanno battuto in finale  Jonas Björkman /  Tommy Ho, 7-5, 7-6